# Forspoken
Forspoken è un videogioco action RPG sviluppato da Luminous Productions e pubblicato da Square Enix per PlayStation 5 e Microsoft Windows.
L'uscita è avvenuta il 24 gennaio 2023.

## Trama
Frey Holland è una giovane senzatetto newyorchese che, abbandonata da piccola, ha sempre vissuto di espedienti. Dopo molti guai la ragazza riesce a mettere da parte del denaro per lasciare la città e cominciare una nuova vita con la sua gattina Homer, ma una gang di teppisti con cui la ragazza aveva avuto problemi le incendia la casa; per salvare Homer, Frey lascia bruciare la borsa col denaro. Disperata, Frey, lascia temporaneamente Homer a una giudice che recentemente è stata gentile con lei e non l'ha fatta arrestare e vaga per la città, finché non si imbatte in uno strano bracciale, in un palazzo abbandonato: non appena lo indossa, la ragazza viene scaraventata nella terra di Athia.
Ad Athia, Frey scopre che il bracciale può parlare: la ragazza gli dà il nome di Cuff e tra i due, col tempo, si instaurerà un'amicizia. Quando Frey viene attaccata da un enorme drago, si salva grazie a Cuff che le consente di attivare magie difensive e di amplificare le sue capacità di parkour. Frey scopre che Athia è funestata dalla Corruzione, una nebbia malefica che trasforma qualunque essere in un mostro: per ragioni ignote, Frey sembra esserne immune.
Frey e Cuff arrivano a Cipal, l'ultima roccaforte degli umani. Inizialmente viene imprigionata poiché ritenuta un demone, ma viene liberata grazie all'intervento della guaritrice Auden. Costei le chiede di sfruttare i suoi poteri per recuperare gli appunti di suo padre Robian, disperso da anni dopo essersi inoltrato nella Corruzione; in cambio la guaritrice aiuterà Frey a tornare nel suo mondo. Frey in effetti scopre che Robian è ancora vivo, nonostante la Corruzione lo abbia fatto impazzire.
Frey riporta Robian a Cipal, scoprendo che la città è stata attaccata da una potentissima strega, Tanta Sila. La donna le scaglia contro uno dei suoi demoni; la ragazza ha la meglio, ma durante lo scontro viene uccisa Olevia, una bambina con cui Frey aveva fatto amicizia. Auden spiega a Frey che Tanta Sila è una delle quattro matriarche che un tempo governavano Athia: oltre a lei ci sono anche Tanta Prav, Tanta Olas e Tanta Cinta. Le quattro regnavano in pace e armonia, fino a quando non avevano cominciato a usare i loro poteri per fini malvagi: è stato forse questo a causare la Corruzione. Frey decide di vendicare Olevia uccidendo Tanta Sila.
Giunta nel regno di Praenost, Frey riesce a uccidere Tanta Sila, scoprendo di essere in grado di assorbirne i poteri e usarli per mezzo di Cuff. Durante i festeggiamenti per la morte di Tanta Sila la Corruzione invade Cipal e molti abitanti vengono trasformati in mostri o feriti a morte; l'unico rimedio, la resina di un albero magico, cresce solo ad Avoalet, il reame di Tanta Prav: Frey è inizialmente riluttante a recarvisi, ma quando vede Robian in punto di morte decide di partire per provare a salvarlo, nella speranza che l'uomo possa indicarle il modo di tornare a casa. Ad Avoalet Frey affronta Tanta Prav e la sconfigge: in punto di morte, la strega rivela che Frey potrebbe essere la figlia perduta di Tanta Cinta.
Frey fa ritorno a Cipal con la resina, ma Robian muore. Auden chiede a Frey di aiutarla a sconfiggere la Corruzione ma la ragazza, turbata da quanto ha scoperto, rifiuta e abbandona la città. Convinta da Cuff, decide comunque di combattere contro le restanti due Tanta per tornare a casa. Frey si dirige a Visoria, regno di Tanta Olas: la strega la imprigiona in un mondo illusorio, ma Cuff riesce a salvarla.
Nel castello, Frey trova Olas già morta a causa dello sforzo di evocare le illusioni; al momento di assorbire i suoi poteri, tuttavia, Cuff rivela la sua vera identità: si tratta infatti del demone Susurrus, nemico delle quattro Tanta, che ha utilizzato Frey per ucciderle e riacquisire così una forma corporea. Privata della sua magia Frey rischia di essere uccisa, ma viene salvata dal drago che l'aveva attaccata in precedenza: si tratta della forma assunta da sua madre, Tanta Cinta.
Tanta Cinta porta Frey al castello di Junoon; qui Frey ha una serie di visioni in cui ripercorre la storia di Athia: Susurrus è stato evocato dai Rhedigg, una popolazione nemica, per sconfiggere le Tanta; esse erano riuscite a imprigionarlo in quattro bracciali, uno per ciascuna Tanta. Susurrus era però riuscito a insinuarsi nella mente delle matriarche e a metterle una contro l'altra, causando la loro pazzia e la Corruzione. Tanta Cinta aveva messo in salvo sua figlia Frey (il cui vero nome è Alfre): poiché era figlia di un abitante della Terra, l'aveva inviata lì nella speranza che la ragazza potesse un giorno tornare a salvare Athia. Gli spiriti delle matriarche benedicono la ragazza e le donano la propria magia, chiedendole di sconfiggere il demone una volta per tutte.
Frey sfida Susurrus con l'aiuto del drago, che viene ucciso. Addolorata per la morte di sua madre, Frey risveglia i suoi poteri presentandosi al demone come la quinta Tanta. Dopo un'estenuante battaglia Susurrus sembra sopraffare Frey, ma a quel punto intervengono gli spiriti delle Tanta, che aiutano la ragazza a imprigionarlo di nuovo. Festeggiata dal popolo come un'eroina, Frey capisce di non poter tornare a New York poiché ha il compito di proteggere Athia e scoprirne i molti segreti. All'insaputa di tutti, però, Susurrus è ancora vivo in forma di bracciale; pur consapevole che prima o poi la potrebbe far impazzire, Frey accetta questa presenza e i due finiscono per collaborare.

## Modalità di gioco
Secondo il game director Takeshi Aramaki, la modalità di gioco è stata progettata per essere focalizzata sulla velocità e la fluidità di percorrere il terreno. Square Enix ha descritto il gioco come una "avventura guidata". I personaggi coesistono in un universo open world dove i giocatori sono in grado di viaggiare ovunque e in qualsiasi momento.
Il personaggio del giocatore, Frey, ha accesso a un’ampia varietà di incantesimi. Dopo ogni combattimento, il giocatore ottiene punti esperienza. Il mantello di Frey può essere potenziato al fine di migliorare la sua efficienza in combattimento, mentre applicando lo smalto sulle unghie sblocca abilità speciali. Il giocatore può inoltre creare nuovi oggetti, o riposare in rifugi per ripristinare la salute. Durante l'esplorazione del mondo di gioco, può incontrare una "tempesta della Rovina", uno scenario simile a una modalità sopravvivenza nel quale ondate di creature demoniache si generano e attaccano Frey. La tempesta termina con la comparsa di un boss.

## Contenuto scaricabile
Un'espansione prequel del gioco intitolata In Tanta We Trust è disponibile dal 26 maggio 2023.

## Sviluppo
Forspoken può considerarsi il progetto di debutto per Luminous Productions, società originariamente assemblata internamente a Square Enix, per lo sviluppo di Final Fantasy XV. Inizialmente il gioco era conosciuto con il titolo provvisorio Project Athia.
Il gioco è sviluppato per PlayStation 5, con l'obbiettivo di sfruttarne interamente le capacità grafiche. Inizialmente previsto per essere pubblicato il 24 maggio 2022, Square Enix ha ritardato l'uscita all'11 ottobre 2022 e poi al 24 gennaio 2023. Il gioco è un'esclusiva console PlayStation 5 per due anni.
Il team di sceneggiatori del gioco include Gary Whitta, Amy Hennig, Allison Rymer e Todd Stashwick. Bear McCreary e Garry Schyman hanno composto le musiche e la colonna sonora del gioco.

## Accoglienza
| Testata                               | Versione   | Giudizio |
| ------------------------------------- | ---------- | -------- |
| Metacritic (media al 5 febbraio 2023) | PS5        | 65/100   |
| Metacritic (media al 5 febbraio 2023) | PC         | 67/100   |
| OpenCritic (media al 30 marzo 2023)   | collettivo | 67/100   |
| Destructoid                           | PS5        | 7/10     |
| Game Informer                         | PS5        | 7,5/10   |
| GameSpot                              | PS5        | 5/10     |
| GamesRadar+                           | PS5        | [ 18 ]   |
| IGN                                   | PS5        | 6/10     |
| Hardcore Gamer                        | PS5        | 2/5      |
| Shacknews                             | PS5        | 6/10     |
| VG247                                 | PS5        | 3/5      |
| PC Gamer                              | PC         | 65/100   |

Forspoken ha ricevuto recensioni "miste", secondo l'aggregatore di recensioni Metacritic.